# Emile Gracia
Emile Charles François Gracia (Doornik, 4 mei 1838 - Frasnes-lez-Buissenal, 22 oktober 1909) was een Belgisch volksvertegenwoordiger.

## Levensloop
Gracia werd notaris in Frasnes. Hij werd provincieraadslid voor Henegouwen.
In 1904 werd hij verkozen tot katholiek volksvertegenwoordiger voor het arrondissement Doornik-Aat, een mandaat dat hij vervulde tot in 1908.